# Atlético Valladolid (Fußballverein)
Atlético Valladolid, auch als Panteras bekannt, ist ein mexikanischer Fußballverein aus Morelia, der Hauptstadt des Bundesstaates Michoacán. 
Valladolid ist der Name, den die Stadt Morelia von 1545 bis 1828 trug, ehe sie zu Ehren des Volkshelden José María Morelos ihren heutigen Namen erhielt.

## Geschichte
Der Verein wurde 1959 gegründet, um einen Startplatz in der zweitklassigen Segunda División zu erhalten. Nach einem beachtlichen sechsten Rang in der Saison 1959/60 belegte die Mannschaft in ihrer zweiten Saison 1960/61 nur den vorletzten Platz und wurde anschließend aus der Liga zurückgezogen.
In den späten 1970er Jahren folgte ein neuer Anlauf mit der Teilnahme an der drittklassigen Tercera División. Nachdem der Stadtrivale Atlético Morelia am Ende der Saison 1980/81 in die erste Liga aufgestiegen war, wollte der ambitionierte Verein die Stadt in der zweiten Liga repräsentieren und erwarb die Lizenz von Atletas Industriales, um dieses Vorhaben umzusetzen. In seiner ersten Saison 1981/82 entging er nur knapp dem sportlichen Abstieg und nach der Saison 1982/83 sah man sich aufgrund der wirtschaftlichen Schieflage gezwungen, seine Lizenz zu verkaufen, was die Auflösung des Vereins zur Folge hatte.
Im August 2016 folgte die Wiederbelebung des Vereins und Einstieg einer fast ausschließlich aus jungen Spielern des Bundesstaates Michoacán bestehenden Mannschaft in die mittlerweile nur noch viertklassige Tercera División. Die Heimspiele werden im Estadio Venustiano Carranza ausgetragen.